# 사요나라 스트레인저
《사요나라 스트레인저》(さよならストレンジャー)는 1999년 4월 1일에 발매된 쿠루리의 첫 번째 정규 음반이다. 쿠루리의 메이저 데뷔 음반으로 요닌바야시 출신 사쿠마 마사히데를 프로듀서로 맞이하여 단기간에 녹음되었다.
자켓 사진에 멤버가 등장하는 유일한 정규 음반으로, 사나이 마사후미가 촬영했다.

## 수록곡
| #   | 제목                                             | 재생 시간 |
| --- | ------------------------------------------------ | --------- |
| 1.  | 〈런치〉 (ランチ)                                |           |
| 2.  | 〈니지〉 (虹)                                    |           |
| 3.  | 〈올드 타이머〉 (オールドタイマー)               |           |
| 4.  | 〈사요나라 스트레인저〉 (さよならストレンジャー) |           |
| 5.  | 〈하와이 서틴〉 (ハワイ・サーティーン)           |           |
| 6.  | 〈도쿄〉 (album version)(東京)                   |           |
| 7.  | 〈트랜스퍼〉 (トランスファー)                    |           |
| 8.  | 〈부도엔〉 (葡萄園)                              |           |
| 9.  | 〈시치가츠노 요루〉 (7月の夜)                    |           |
| 10. | 〈린고아메〉 (りんご飴)                          |           |
| 11. | 〈가사〉 (傘)                                    |           |
| 12. | 〈브루스〉 (ブルース)                            |           |